# Hoher Rosshuf
Hoher Rosshuf (3199 m n. m., italsky Piè di Cavallo) je vrchol na západě horské skupiny Venediger na rakousko-italské hranici mezi Východním a Jižním Tyrolskem. Vrchol se nachází v hřebeni Rosshuf, který začíná na jihozápadním hřebeni Dreiherrnspitze (3499 m n. m.) a po němž nese své jméno. V tomto hřebeni se v bezprostřední blízkosti Hoher Rosshuf nacházejí další vrcholové body s vrcholy Westlicher Rosshuf (3144 m n. m.), Mittlerer Rosshuf (3180 m n. m.) a Östlicher Rosshuf (3171 m n. m.), první dva leží západně od Hoher Rosshuf, třetí leží od Hoher Rosshuf
severovýchodně. Boky hory na východotyrolské straně jsou součástí Národního parku Vysoké Taury, zatímco jihotyrolské části hory jsou chráněny v přírodním parku Rieserferner-Ahrn.
První výstup na Hoher Rosshuf uskutečnil v roce 1854 A. Berger s pomocníky z údolí Virgen, kteří se domnívali, že jsou na Dreiherrnspitze. Prvovýstup na vzdálený a nepřístupný Westlicher Rosshuf uskutečnil dne 20. července 1904 E. Franzlin západním hřebenem.

## Poloha a okolí
Hřeben Rosshufu se táhne od Dreiherrnspitze k Hoher Rosshuf v délce něco málo přes dva kilometry jihozápadním směrem, přičemž několik vrcholů převyšuje svou výškou Hoher Rosshuf, například Althausschneideturm ve výšce 3275 metrů. Na Hoher Rosshuf se hřeben Rosshufkamm stáčí západním směrem a další boční hřeben Umbalkamm se větví jižním směrem. V druhém jmenovaném hřebeni, který vede na Rötspitze (3495 m), se zvedá další vrchol Ahrner Kopf (3050 m), který odděluje Hintere Umbaltörl (2849 m). Severně od Rosshufkammu se nachází Lahnerkees s bočními ledovci a jihovýchodně Althauskees.

## Možnosti výstupu

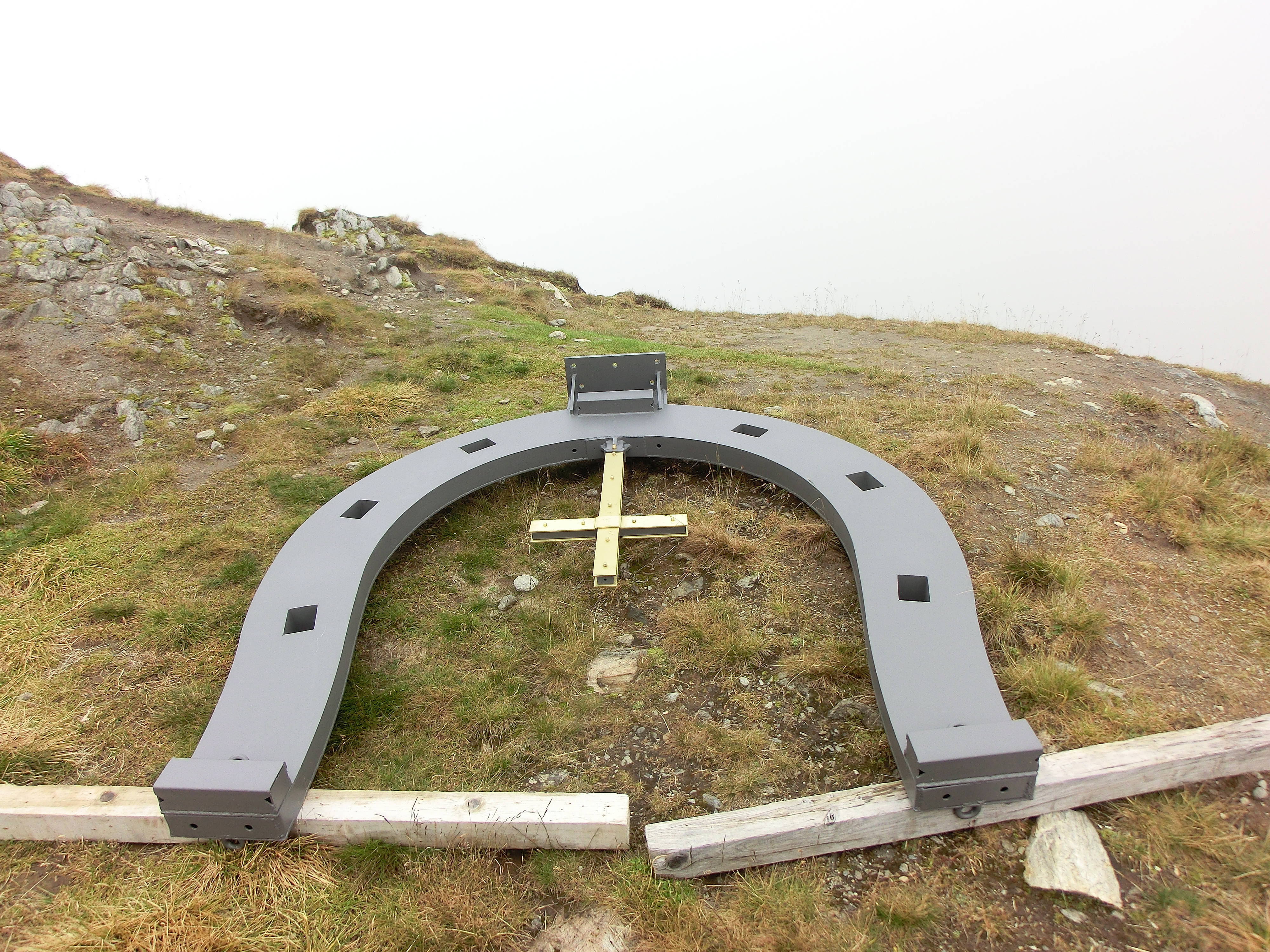
Vrcholový kříž u chaty Lenkjöchlhütte před konečnou instalací

Nejjednodušší výstup je z Hintere Umbaltörl (2849 m) přes části jižního hřebene a jihovýchodního úbočí. Na Hintere Umbaltörl lze vystoupit z jihotyrolské strany od chaty Lenkjöchlhütte nebo z východotyrolské strany od chaty Clarahütte přes Vordere Umbaltörl. Trasa z Hintere Umbaltörl vede nejprve severním směrem, a to buď po hřebeni, nebo v úbočí východně od něj. Dále nahoru, po plochém úseku hřebene, je výhodné obejít deskovitý úsek hřebene ve východním úbočí v horní části Althauskees, což však může vyžadovat ledovcové vybavení. Nejjednodušší je pokračovat ve výstupu přes balvanitý svah jihovýchodně od vrcholu. Na trase z Umbaltörlu jsou lehké lezecké úseky (stupeň obtížnosti UIAA I), ale již přístup na Hinteres Umbaltörl má krátký lezecký úsek (UIAA II), který je zajištěný. Od chaty Lenkjöchlhütte trvá výstup na vrchol asi 2,5 hodiny, od chaty Clarahütte je třeba počítat asi se 4,5 hodinami.

## Vrcholový kříž
Koncem září 2014 byla na vrcholu Hoher Rosshuf na popud Richarda Stegera, správce chaty Lenkjöchlhütte, vztyčen nový vrcholový kříž - předchozí jednoduchý dřevěný kříž potřeboval opravu. Nový vrcholový kříž měl tvar podkovy, což odpovídalo názvu hory. Uprostřed podkovy, která byla asi 4,5 metru vysoká a 2 metry široká i se základnou, měl být vsazen 1,2 metru vysoký mosazný kříž. Ten však měl být podle tyrolského zvyku vynesen na vrchol - na rozdíl od podkovy, která byla na vrchol dopravena vrtulníkem.
Již v březnu 2014 podal Steger u příslušné lesní správy žádost o povolení vztyčení vrcholového kříže. O půl roku později, poté, co nebylo vydáno žádné rozhodnutí, inicioval vztyčení na vrcholu s předpokladem, že rozhodnutí bude kladné - stejně jako tomu bylo o několik let dříve v případě Ahrner Kopf. Nakonec bylo na jaře 2015, po zprávě v místních novinách, vydáno negativní rozhodnutí a Stegerovi byl stanoven krátký termín pro odstranění podkovy. Jako důvod bylo uvedeno, že vrcholový kříž neodpovídá tradiční podobě. V červenci 2015 byla podkova odstraněna vrtulníkem a nyní stojí na parkovišti na konci údolí v Kaserntal poblíž informační tabule Lenkjöchlhütte.